# جوی بیهار
جوی بیهار (انگلیسی: Joy Behar؛ زادهٔ ۷ اکتبر ۱۹۴۲) یک بازیگر، نویسنده، کمدین و مجری ایتالیایی‌تبار اهل ایالات متحده آمریکا است. وی از سال ۱۹۸۴ میلادی تاکنون مشغول فعالیت بوده‌است.

## گزیده فیلمشناسی
از فیلم‌ها یا برنامه‌های تلویزیونی که وی در آن نقش داشته‌است می‌توان به آثار زیر اشاره کرد.
- کلوچه (فیلم) (۱۹۸۹)
- معمای قتل منهتن (۱۹۹۳)
- عشق است همه آنچه هست (۱۹۹۶)
- گذرگاه (فیلم ۲۰۱۱) (۲۰۱۱)
- عصر یخبندان: رانش قاره‌ای (۲۰۱۲)